# Бачевск
Ба́чевск (укр. Бачівськ) — село,
Бачевский сельский совет,
Глуховский район,
Сумская область,
Украина.
Код КОАТУУ — 5921580701. Население по переписи 2001 года составляло 387 человек .
Является административным центром Бачевского сельского совета, в который, кроме того, входит село
Толстодубово.

## Географическое положение
Село Бачевск находится на левом берегу реки Локня,
выше по течению на расстоянии в 4 км расположено село Круглая Поляна (Брянская область),
ниже по течению на расстоянии в 2,5 км расположено село Малая Слободка,
на противоположном берегу — село Толстодубово.
По селу протекает пересыхающий ручей с запрудой.
Рядом проходит автомобильная дорога М-02 (E 101, E 391).
В 4-х км проходит граница с Россией.

## История
- Село известно с конца XV века.

В селе Бачевск была Георгиевская церковь. Священнослужители и церковнослужители Георгиевской церкви:
- 1782 — священник Иван Михайловский Юпицкий
- 1843 — священник Алексей Юпицкий
- 1843 — дьячок Андрей Чернявский
- 1881—1886 — священник Андрей Григорович
- 1881—1902 — псаломщик Василий Леонтович
- 1892—1919 — священник Порфирий Покровский
- 1919 — псаломщик Василий Бусел

## Экономика
- Молочно-товарная ферма.
- Международный автомобильный пункт пропуска «Бачевск» Глуховской таможни.

## Объекты социальной сферы
- Школа І-ІІ ст.

## Достопримечательности
- Братская могила советских воинов.